# 自由中国：有勇气相信
《自由中国：有勇气相信》是一部于2012年由新唐人电视台和迈克尔·帕尔曼、未来世界公司合拍的纪录片，片长61分钟，主题集中在中国共产党执政当局对法轮功的迫害上，主角是前共產黨員曾铮和李祥春博士，涉及網路審查、奴工產品、不公平貿易、活体摘除器官等議題，並介紹網路新技術、中華傳統文化精神如何幫助實現一個自由中國。获得美国休士顿国际电影节评委特别奖、費城言論自由電影節等多個电影大奖

## 剧情
大約7千多万中国人修炼法轮功，1999年7月被共產黨當局鎮壓。本片描述了其中兩名法輪功學員，因為信仰遭當局監禁在勞教所折磨的故事。美籍华裔商人李祥春，2003年前往中國，抵抗當局對法輪功的虛假宣傳; 他被當局关在劳改营三年，被强迫劳动、奴工，製作辛普森拖鞋。當局以他病危的母亲作为要挟，試圖強迫他放弃修炼法轮功。
前共产党员曾铮是一位母親、原國務院發展研究中心研究人員、北京大學理學碩士。她提供了更痛苦的表述，遭受身體虐待、家庭分離。她被當局的網路警察截获电子邮件並囚禁，後來獲得澳洲庇護，是暢銷書作家。他们兩人，每天像奴工一样辛苦工作10几个小时，还遭受电击、强制灌食等各种酷刑折磨。目前他们两人都生活在海外。李祥春三年劳教的经历，让他相信，自己随时都可能成为被活体摘除器官的牺牲品，「我在监狱里也被强迫体检抽血，他们对法轮功学员都有一个血型、细胞组织类型的数据库，把所有材料收集起来。」
在中国境内，每年有超过十万起抗议事件，本片將中國共產黨當局廣泛侵犯人權行為，與系統性不公平貿易行為聯繫起來。當局這些作法，導致許多監獄強制勞動產品出口到美國。本片还指出，互联网新技术，如何帮助中国和世界各地的人權活動家，讓未經當局審查的訊息進入封閉社會。本片還揭示，中華傳統文化與精神的再現，如何幫助實現一個新的中國。
《紐約時報》報導，導演邁克爾·帕爾曼激動人心的敘事力量，通過包括國際觀察家的評論、歷史、當代中國的圖像，及李祥春、曾錚的鏡頭畫面；期待觀眾能感受，並採取行動幫助抵制中共的迫害。
《洛杉磯時報》報導，本片是對中國存在的政治迫害、審查監控制度的呼喊，也關注共產黨當局，奴工產品、網路審查、摘取器官的問題，讓一些觀眾看到「中國製造」標籤背後，許多可怕的現實。本片也指出，加州思科公司在幫助共產黨當局安裝所謂防火牆方面的作用，使當局得以審查和監控中國公民。
《村聲報》報導，許多法輪功學員遭遇酷刑、在勞教所遭遇驚人的強摘器官，本片提出了反人類罪的證據，「希望你遠離不正義、並感到義憤，非常可能，你會的。」

## 獲獎
1. 2012年4月，入圍第17屆美國棕櫚灘國際電影節（英语：Palm_Beach_International_Film_Festival）[7]。
2. 2012年4月，獲得第45屆美國休士頓國際電影節，評審團特別獎（Special Jury Remi Award）[8]。
3. 2012年5月，美國費城第一屆言論自由電影節（英语：American_INSIGHT#Free_Speech_Film_Festival），唯一大獎[9]。
4. 2012年5月，獲得2012洛杉磯真相電影節（Awareness Festival） （页面存档备份，存于），國際政治和文化敘事紀錄片頭等獎[10]。
5. 2012年美國科羅拉多州丹佛自由思想電影節 （页面存档备份，存于），最佳影片獎[11]。
6. 2012年10月，入圍好萊塢影視音樂大獎（HMMA），最佳原創專輯（SOUNDTRACK ALBUM），同時入圍的尚有《亞果出任務》、《暮光之城4：破曉》等片[12]。
7. 2012年11月，秘魯第九屆蘭巴耶克國際短片電影節（西班牙语：Festival_Nacional_e_Internacional_de_Cortometrajes_Cusco_Perú），最佳記錄片獎[13]。
8. 主題曲《信仰的勇氣》，獲得好萊塢影視傳媒音樂獎「最佳歌曲獎」。
9. 2014年，印度班加羅爾短片節（Bangalore Shorts Film Festival 2014），「最佳紀錄片」和「最佳原創音樂」大獎。[14]

- 第12屆花園州電影節，國際最佳專題紀錄片